# East Garston
East Garston är en ort och civil parish i Storbritannien.   Den ligger i kommunen West Berkshire i riksdelen England, i den södra delen av landet, 90 km väster om huvudstaden London. East Garston ligger 117 meter över havet och antalet invånare är 459.
Terrängen runt East Garston är huvudsakligen platt. East Garston ligger nere i en dal. Runt East Garston är det ganska tätbefolkat, med 207 invånare per kvadratkilometer. Närmaste större samhälle är Newbury, 14,4 km sydost om East Garston. Trakten runt East Garston består till största delen av jordbruksmark.